# Coppa Placci 1982
La Coppa Placci 1982, trentaduesima edizione della corsa, si svolse il 13 agosto 1982 su un percorso di 250 km. La vittoria fu appannaggio dell'italiano Alfredo Chinetti, che completò il percorso in 6h40'35", precedendo i connazionali Bruno Leali e Emanuele Bombini.

## Ordine d'arrivo (Top 10)
| Pos. | Corridore         | Squadra               | Tempo    |
| ---- | ----------------- | --------------------- | -------- |
| 1    | Alfredo Chinetti  | Inoxpran              | 6h40'35" |
| 2    | Bruno Leali       | Inoxpran              | a 2'54"  |
| 3    | Emanuele Bombini  | Hoonved-Bottecchia    | s.t.     |
| 4    | Marino Amadori    | Famcucine-Campagnolo  | s.t.     |
| 5    | Glauco Santoni    | Famcucine-Campagnolo  | a 5'10"  |
| 6    | Giuseppe Petito   | Alfa Lum              | s.t.     |
| 7    | Roberto Visentini | Sammontana-Campagnolo | s.t.     |
| 8    | Fabrizio Verza    | Gis Gelati-Olmo       | s.t.     |
| 9    | Serge Parsani     | Bianchi-Piaggio       | s.t.     |
| 10   | Moreno Argentin   | Sammontana-Campagnolo | s.t.     |